# Citoesqueleto procariótico

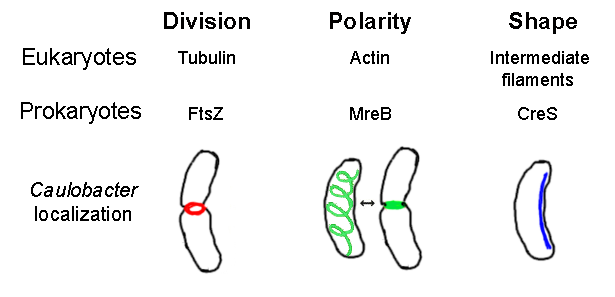
Elementos do citoesqueleto do Caulobacter crescentus. Os elementos citoesqueléticos procarióticos são associados aos seus homólogos eucarióticos e à função celular hipotetizada.

O citoesqueleto procariótico é uma estrutura celular presente em células procariontes. Ele atua na divisão e no crescimento celulares, na movimentação do DNA, no direcionamento das proteínas e no alinhamento das organelas.